# Anca Măroiu
Anca Măroiu (nume de fată Anca Băcioiu, n. 5 august 1983, Craiova) este o scrimeră română specializată pe spadă. Este dublă campioană mondială pe echipe (2010 și 2011), vicecampioană europeană la individual în 2012 și de trei ori campioană europeană pe echipe (2006, 2009 și 2011).

## Carieră
Măroiu a practicat mai întâi gimnastica, dar era deja prea înaltă în clasa a patra. A început scrima cu antrenorul Nicolae Mihăilescu, apoi Mircea Alecu. Având un temperament combativ, a ales spada de la început pentru că era arma de duel. La vârsta de 14 ani a fost selecționată la Centrul Național Olimpic de Pregătire a Juniorilor pentru spadă din cadrul Liceului cu program sportiv „Petrache Trișcu” din Craiova, sub conducerea maestrului Dan Podeanu.
În anul 2002 a câștigat medalia de bronz pe echipe la Campionatul European pentru juniori de la Conegliano. La Campionatul European din 2006 de la İzmir, a ajuns în semifinală, unde a fost învinsă cu scorul 8–15 de nemțoaica Claudia Bokel, și s-a mulțumit de bronzul.  La proba pe echipe delegația României a trecut pe rând de Cehia, Estonia și Rusia, întâlnind echipa Ungariei în finală. S-au impus la o tușă, aducând României primul titlu continental din istoria la spadă pe echipe. Au urmat două medalii de aur la Campionatele Europene în 2009 și în 2011.
Împreună cu Ana Maria Brânză, Loredana Dinu și Simona Gherman, Măroiu a câștigat medalia de aur pe echipe la Campionatul Mondial din 2010 de la Paris, după ce au trecut de Germania. În anul următor, la Campionatul Mondial de la Catania, Măroiu a ajuns în semifinală, dar a pierdut la prioritate în dauna chinezoaicei Li Na și a rămas cu o medalie de bronz. La proba pe echipe România a izbutit să cucerească al doilea titlu mondial la rând, învingând China în finală.
A participat la Jocurile Olimpice din 2012 de la Londra. A trecut succesiv de ucraineanca Olena Krîvîțka și de rusoaica Anna Sivkova, dar s-a oprit în sferturile de finală în fața lui Shin A-lam din Coreea de Sud. La proba pe echipe, România, mare favorită, a suferit o înfrângere surpriză, fiind învinsă în primul tur de către Coreea de Sud și terminând pe locul șase. După acest eșec, Măroiu, Simona Gherman și Loredana Dinu au decis să iau o pauză în carieră.
La începutul anului 2015 a anunțat că revine la scrimă.